# Везунчик! (фильм)
Везунчик! (цыг. Bahrtalo!, 2008) — комедия венгерского кинорежиссёра Роберта Лакатоша. Действие происходит на цыганском, венгерском, румынском и английском языках. Фильм получил награду (Label Europa Cinemas) на Международном кинофестивале в Карловых Варах.

## Сюжет
Сюжет составляют приключения двух друзей из Трансильвании, цыгана и венгра.

## В ролях
- Лоранд Борош — Лори
- Лаёш Габор — Лали